# エッセ
エッセ（ラテン語：Esse）は、キリスト教のスコラ哲学における神学用語で、神から事物に付与される「存在性」を意味する。ラテン語の動詞 sum（存在する・ある・コプラ動詞）の不定形である。
トマス・アクィナスの思想の中核概念とされる。
ヘーゲルやハイデッガーの哲学用語としての「ザイン Sein（「存在する」という動詞の不定形）」は、エッセの概念を参照している。